# AltiVec
AltiVec ist eine von IBM und Motorola entwickelte SIMD-Einheit für die PowerPC-Prozessor-Familie. AltiVec ist auch eine Handelsmarke von Motorola, deshalb wird von Apple auch die Bezeichnung Velocity Engine verwendet und IBM verwendet die Bezeichnung VMX (Vector Media Extensions) für diese SIMD-Einheit.
Mit Hilfe von AltiVec lässt sich dieselbe Operation auf mehrere Datenwörter gleichzeitig anwenden. Dabei unterstützt die Vektoreinheit (anstatt einzelne Zahlen zu berechnen, werden sie zusammengenommen als Vektor betrachtet) bis zu sechzehn Elemente pro Vektor. Nutzt also eine Software die volle Leistungsfähigkeit von AltiVec, kann sie arithmetische Aufgaben theoretisch in bis zu einem Sechzehntel der sonst notwendigen Zeit erledigen.
Ursprünglich in die PowerPC-Prozessoren eingebaut, wurde die SIMD-Einheit auch in spätere (ab POWER6) IBM-Power-Prozessoren eingebaut und schließlich mit POWER7 als VSX (Vector Scalar Extensions) auf 64 Register von 128 Bit Breite erweitert. Die weitere Entwicklung läuft nach dem Ende der PowerPC-Prozessoren (mit dem Wechsel von Apple zu Intel-Prozessoren) wieder bei IBM in der IBM POWER-Plattform weiter: 
| Spezifikation    | Name          | realisiert in Prozessor |
| ---------------- | ------------- | ----------------------- |
| Power ISA v.2.03 | Altivec / VMX | POWER6                  |
| Power ISA v.2.06 | VSX           | POWER7                  |
| Power ISA v.2.07 | VSX-2         | POWER8                  |
| Power ISA v.3.0  | VSX-3         | POWER9                  |

## Technik
Ein AltiVec-Vektorregister ist stets 128 bit breit. Je nach verwendetem Datentyp können in einem solchen Vektorregister 16, 8, oder 4 Elemente gehalten und für die Berechnung verwendet werden. Neben den Ganzzahldatentypen 'byte', 'short' und 'long' ist auch der Fließkommadatentyp 'float' (entspr. IEEE 754 single) verwendbar. Doppelt genaue Fließkommawerte ('double') werden von AltiVec nicht unterstützt.
Demnach ergibt sich die folgende Konfiguration eines AltiVec-Vektorregisters:
| Datentyp                        | Breite des Datentyps | Gehaltene Elemente | Beschleunigung |
| ------------------------------- | -------------------- | ------------------ | -------------- |
| byte                            | 8 Bits               | 16                 | 16 ×           |
| short                           | 16 Bits              | 8                  | 8 ×            |
| long                            | 32 Bits              | 4                  | 4 ×            |
| float (entspr. IEEE 754 single) | 32 Bits              | 4                  | 4 ×            |

Das Problem von AltiVec ist jedoch:
- Viele Entwickler sind sich der Möglichkeiten nicht bewusst und wissen kaum mehr darüber, als dass es ihr Programm „schneller machen kann“, denn das Marketing-Programm erwähnte lediglich Beschleunigungen in den Grafik-, Multimedia- und Netzwerk-Bereichen. Dies führt jedoch nur dazu, dass Programme dieser Bereiche extensiven Gebrauch von vor allem Gleitkomma-Operationen machen.
- Die Recheneinheit arbeitet so schnell, dass es schwierig ist, sie stets mit Rechennachschub zu versorgen. Die breitbandige Architektur der G5-Prozessoren bietet hierbei keinen relevanten Vorteil gegenüber vorigen G4-Systemen. G5-Prozessoren haben bereits zwei vollständige Gleitkommaeinheiten, die unabhängig von der AltiVec-Einheit arbeiten und eigentlich die gesamte Bandbreite des Prozessors verbrauchen können. Weiterhin arbeitet die AltiVec-Einheit des letzten G4 von Motorola effizienter als die des G5, der von IBM stammt, und dessen Altivec-Einheit „nachträglich“ an den vorhandenen Prozessor angesetzt wurde.

## Compilerunterstützung
Die GNU Compiler Collection GCC unterstützt AltiVec über sogenannte“Built-In Functions”  als auch über spezielle Vektortypen womit einfache Operationen wie +,-,*,/ usw. automatisch 'vektorisiert' werden.